# 시의전서
시의전서(是議全書)는 19세기 말엽 조선 말기의 요리책으로 지은이는 전해지지 않는다. 상편과 하편 2편으로 이루어진 1책으로 구성된다. 1919년 심환진(沈晥鎭)이 상주 군수로 부임한 당시, 상주의 반가에서 한 요리책을 베껴둔 필사본이 그의 며느리인 홍정(洪貞) 여사에게 전해진다. 이 책은 조선 말기의 다양한 한국 음식을 비교적 잘 정리해서 분류하였다. 17종의 술빚기 방법 등 다양한 종류의 식품, 건어물, 채소가 많이 수록되어서, 한국 요리 연구에 귀중한 사료로 평가된다. 특히 반상도식은 곁상, 오첩반상, 칠첩반상, 구첩반상, 술상, 신선로상, 입맷상 등의 원형을 찾을 수 있다. 단점으로는 경상도 사투리 등이 현저하게 눈에 띄며, 조리법의 혼돈으로 통일성이 없다. 이 책에서는 식혜와 감주 사이의 관계를 밝히고, 비빔밥이란 용어가 문헌 상 처음으로 언급이 된다.

## 구성

### 상편
- 발효식품 - 장, 김치
- 주식류 - 밥, 미음, 죽, 응이, 면, 만두
- 찜, 선, 전, 구이, 포
- 국물요리 - 탕, 신선로, 전골, 조치
  - 국 - 가리탕(갈비탕), 생치국, 송이국, 쇠골국, 쇠꼬리국, 아욱국, 애탕(艾湯: 쑥으로 끓인 국), 양탕(양, 곱창을 넣고 끓인 국), 연계국(어린 닭을 육개장처럼 만든 국)[깨진 링크(과거 내용 찾기)], 연포국(꿩이나 닭고기를 넣고 끓인 국), 잉어국, 청어국, 취국, 토란국
- 회, 장육, 자반
- 나물
- 후식 - 화채, 약식

### 하편
- 전, 편
- 조과, 생실과
- 약주
- 제물
- 회
- 채소목록
- 각색염색
- 서답법
- 반상도식

## 같이 보기
- 산가요록
- 음식디미방
- 도문대작
- 증보산림경제
- 규합총서
- 시의방
- 수운잡방

## 참고 출처
- 간략한 시의전서 설명 보관됨 2011-05-19 - 웨이백 머신 야후 코리아 백과사전
- 간략한 시의전서 설명 엠파스 한국민족문화대백과
- 조선시대 식문화 원형 : 시의전서